# Provincia Mahajanga
Mahajanga a fost provincie din Madagascar care avea o suprafață de 150.023 km². Avea o populație de 1.896.000 de locuitori (2004). Capitala sa a fost Mahajanga, al doilea oraș ca mărime din Madagascar.
Cu excepția provinciei Fianarantsoa, provincia Mahajanga se învecinează cu toate celelalte provincii ale țării–Antsiranana în nord, Toamasina în est, Antananarivo în sud-est și Toliara în sud-vest. Castravetele de mare a fost un produs comercial important produs în provincie.
În 1999, epidemia de holeră a izbucnit în provincie. Acesta a infectat 380 de persoane și a făcut 26 de victime. Epidemia s-a răspândit în provinciile Antananarivo și Toliara din sud.  Provincia a fost lovită de Ciclonul Kamisy în iunie 1984. Un procent mare din populația provinciei trăia sub pragul sărăciei.
O suprafață mare a provinciei a fost acoperită de păduri tropicale. Avea o varietate bogată de floră și faună. Mai multe specii de lemur erau endemice provinciei. Păianjenii asasin au fost descoperiți în Parcul Național Golful Baly. Un alt parc național important este Parcul Național Ankarafantsika. Parcurile naționale atrag mulți turiști și au servit ca un avantaj economic important pentru provincie. Un centru de științe naturale a fost creat în Mahajanga în 1985.
Orezul, bumbacul, tutunul și maniocul au fost cele mai importante produse agricole. Provincia a oferit oportunități limitate pentru învățământul superior și tehnic. Facilitățile legate de sănătate sunt limitate. Anemia la copii a fost comună  și provincia a oferit facilități precare legate de transport și securitate.

## Diviziuni administrative
Provincia Mahajanga a fost împărțită în patru regiuni - Betsiboka, Boeny, Melaky și Sofia. Aceste patru regiuni au devenit diviziuni administrative de prim nivel atunci când provinciile au fost desființate în 2009. Acestea sunt subdivizate în 21 de raioane:
- Regiunea Betsiboka:
  - 10. Districtul Kandreho (Kandreho)
  - 11. Districtul Maevatanana (Maevatanana)
  - 21. Districtul Tsaratanana (Tsaratanana)
- Regiunea Boeny:
  - 1. Districtul Ambatoboeny (Ambatoboeny)
  - 12. Mahajanga II
  - 13. Mahajanga
  - 17. Districtul Marovoay (Marovoay)
  - 18. Districtul Mitsinjo (Mitsinjo)
  - 20. Districtul Soalala (Soalala)
- Regiunea Melaky:
  - 2. Districtul Ambatomainty (Ambatomainty)
  - 4. Districtul Antsalova (Antsalova)
  - 8. Districtul Besalampy (Besalampy)
  - 14. Districtul Maintirano (Maintirano)
  - 19. Districtul Morafenobe (Morafenobe)
- Regiunea Sofia
  - 3. Districtul Analalava (Analalava)
  - 5. Districtul Antsohihy (Antsohihy)
  - 6. Districtul Bealanana (Bealanana)
  - 7. Districtul Befandriana-Nord (Befandriana-Nord)
  - 9. Districtul Boriziny (Boriziny)
  - 15. Districtul Mampikony (Mampikony)
  - 16. Districtul Mandritsara (Mandritsara)